# 儀智
儀智（？—1424年），字居真，中書省益都路膠州（今山東省高密縣）人，明朝政治人物。
洪武年間，其舉耆儒，授高密訓導、莘縣教諭，后升任高郵知州，在任上勤學治理農業有惠政，為官民所愛戴。永樂元年，升任寶慶知府。后召為右通政兼右中允，未幾，升湖廣右布政使，后因事連坐謫役通州。永樂六年，湖廣都指揮使龔忠入見，朱棣問湘間老儒時，龔忠提及儀智。同日召入，后拜為禮部左侍郎。永樂十一年元旦，當日日食，依朝禮當罷免朝賀，禮部尚書呂震堅持朝賀如常，而儀智反對。當時內閣首輔、左諭德楊士奇亦贊同儀智意見，明成祖於是罷免朝賀。
永樂十四年，朱棣下詔命吏部、翰林院選擇耆儒侍奉皇太孫朱瞻基。楊士奇、蹇義均舉薦儀智。太子朱高熾則稱：“我曾推舉過李繼鼎，但是大誤，追悔莫及。儀智的確是有正德的人，但是已經老了。”楊士奇則稱：“儀智出身學官，明理守正。雖耄，精神未衰。廷臣中老成正大的人中沒有能超過他的。”當日午朝時，朱棣問太子：“侍太孫講讀得人未？”太子回答道：“舉禮部侍郎儀智，議未決。”明成祖稱：“智雖老，能直言，可用也。”於是命其輔導皇太孫。儀智每次進講均為書史，反復啟迪朱瞻基，使其以正心術為本。永樂十九年，致仕。洪熙元年，贈太子少保，謚文簡。
其子儀銘亦為明朝重臣，官至兵部尚書、太子太保。